# Лавров, Игорь Викторович
Игорь Викторович Лавров (род. 4 июня 1973, Ставрополь) — российский гандболист, олимпийский чемпион 2000 года, чемпион Европы (1996 год), чемпион мира (1997 год), многократный обладатель европейских кубков.

## Карьера
Первый тренер — отец Игоря Виктор Лавров. До 1992 года играл за команду города Ставрополя, в этом же году стал выступать за команду «Каустик» Волгоград. С 1993 по 1998 годы играл за столичный ЦСКА. 
В 1998 году уехал в Германию, там выступал за клубы «Фленсбург-Хандевитт», «Валау-Масенхайм» и «Гамбург». 
В 2007 году с семьей вернулся в Россию. 
В 2011-2013 годах председатель комитета по социальной политике Ставропольской городской Думы.
В 2013-2015 годах министр физической культуры и спорта Ставропольского края.

## Спортивные достижения
- Участник Олимпийских игр в Атланте 1996 года,Олимпийский чемпион XXVII летних Олимпийских игр 2000 года (Сидней)
- Чемпион мира (1997)
- Чемпион Европы (1996)
- Многократный чемпион России
- Чемпион мира СИЗМ
- Финалист кубка мира,2-х кратный Обладатель Суперкубка,2-х кратный обладатель Кубка кубков и кубка городов,финалист кубка ЕГФ.
- Обладатель Кубка Германии

## Звания и награды
- Заслуженный мастер спорта (гандбол)
- медаль «Ордена за заслуги перед отечеством II степени»
- Почётный гражданин города Ставрополя.